# Chamalapura, Krishnarajanagara
Chamalapura là một làng thuộc tehsil Krishnarajanagara, huyện Mysore, bang Karnataka, Ấn Độ.